# دوشیزه‌ای در خانواده

فمی بنوسی (راست) در صحنه‌ای از فیلم.

دوشیزه‌ای در خانواده (ایتالیایی: Una vergine in famiglia) یک فیلم کمدی سکسی سبک ایتالیایی به کارگردانی ماریو سیچیلیانو است که در سال ۱۹۷۵ منتشر شد.

## گزیدهٔ بازیگران
- فرانکا گونلا
- جانی دئی
- فمی بنوسی
- ماریو کُلی
- کارلا کالو
- انتسو آندرونیکو
- استر کارلونی
- جرج آردیسون
- پائولا کوراتسی